# Гренадерская улица (Санкт-Петербург)
Гренаде́рская улица — улица в Выборгском районе Санкт-Петербурга, проходит от Выборгской набережной до Лесного проспекта.

## История
С конца XVIII века от Большого Сампсониевского проспекта в сторону набережной отходили три Бутыркиных переулка, они примерно соответствуют современным улице Смолячкова, Крапивному переулку и Гренадерской улице. В середине XIX века все эти переулки исчезли, никакого проезда там не было.
В 1974—1975 годах Гренадерский мост был перенесён из створа Малого Сампсониевского проспекта на его текущее место. Тогда же была проложена новая магистраль, получившая 15 июня 1976 года название Гренадерская улица. На улице сразу были проложены трамвайные пути, а в месте её пересечения с Выборгской набережной построена транспортная развязка.
В 2009 году прошла реконструкция трамвайных путей, в ходе были вырублены деревья, стоявшие между рельсами.

## Достопримечательности
- Гренадерский мост
- Гренадерский (Крапивный) сад. По его территории была проложена Гренадерская улица. После её прокладки сад занимает территорию, ограниченную Гренадерской улицей, Крапивным переулком, Выборгской набережной и Большим Сампсониевским проспектом.
- Александро-Мариинский детский приют Ивана Базилевского (в настоящее время в здании находятся Центр образования № 100, детская музыкальная школа № 7 и Медицинская гимназия[2]). Находится на углу Большого Сампсониевского проспекта (дом 34) и Гренадерской улицы. Построен в 1878—1882 годах по проекту арх. Ф. С. Харламова, перестроен в 1905 году по проекту гражд. инж. А. В. Кенеля.  памятник архитектуры (вновь выявленный объект)[3]
- Сампсониевский сад. Разбит в 1928 году на месте заброшенного кладбища при Сампсониевском соборе, до 1991 года носил название «сад имени Карла Маркса». Занимает территорию, ограниченную Гренадерской улицей, Лесным проспектом, Нейшлотским переулком и участком Сампсониевского собора на Большом Сампсониевском проспекте. В 1995 году в Сампсониевском саду был установлен памятник первостроителям Санкт-Петербурга по проекту Вячеслава Бухаева и Михаила Шемякина (в 2000 году памятник изуродован вандалами)[4].
- Сампсониевский собор. Фактический адрес — Большой Сампсониевский проспект, дом 41.  Объект культурного наследия № 7810200000№ 7810200000
- Дом прихода Сампсониевского собора. Находится на углу Большого Сампсониевского проспекта (дом 43) и Гренадерской улицы. Построен по проекту арх. П. Ю. Сюзора (1882, левая часть) и Н. Н. Никонова (1896, правая часть).
- Выборгская фабрика-кухня. Находится на углу Большого Сампсониевского проспекта (дом 45) и Гренадерской улицы. Построена в 1929 году, архитекторы: А. К. Барутчев, И. А. Гильтер, И. А. Меерзон, Я. О. Рубанчик. Один из лучших образцов советского конструктивизма[5].  Объект культурного наследия № 7802314000№ 7802314000

## Пересечения
Гренадерская улица пересекается со следующими магистралями:
- Выборгская набережная
- Большой Сампсониевский проспект
- Лесной проспект